# 封子绣
封子绣，渤海蓨縣（今河北景縣）人。中國北齐、北周時期人物。父为北齐安德郡开国公封隆之。封子绘之弟。官至霍州刺史。南朝陈将吴明彻入侵淮南，封子绣城陷被俘，送到扬州。577年北齐灭亡后，逃归北周。隋开皇初，终于通州刺史。
封子绣外貌儒雅，性格刚烈。兄长封子绘女婿娄定远（次女封宝艳丈夫）为北齐武明皇太后娄昭君之弟娄昭之子，封子绣时任勃海太守，娄定远出任瀛州刺史，经过勃海郡，在家庭宴会上对封氏妻及诸女开玩笑，小有调戏。封子绣大怒，鸣鼓召集部众将攻之，兵至数千，马将千匹。娄定远免冠求饶谢罪，久之乃释。

## 家族

### 祖父
- 封回，司空公，谥号孝宣

### 父亲
- 封隆之，安德郡开国公，谥号宣懿

### 兄弟
- 封子绘，安德郡开国公，谥号忠简

### 夫人
- 范阳卢氏，卢道亮之女，卢思道的姐妹

### 儿子
- 封德润
- 封德舆
- 封德如
- 封德彝